# Hadmersleben
Hadmersleben – dzielnica miasta Oschersleben (Bode) w Niemczech, w kraju związkowym Saksonia-Anhalt, w powiecie Börde
Do 31 sierpnia 2010 Hadmersleben roku było miastem należącym do wspólnoty administracyjnej Oschersleben (Bode).

## Geografia
Dzielnica Hadmersleben leży na południowy zachód od Magdeburga.

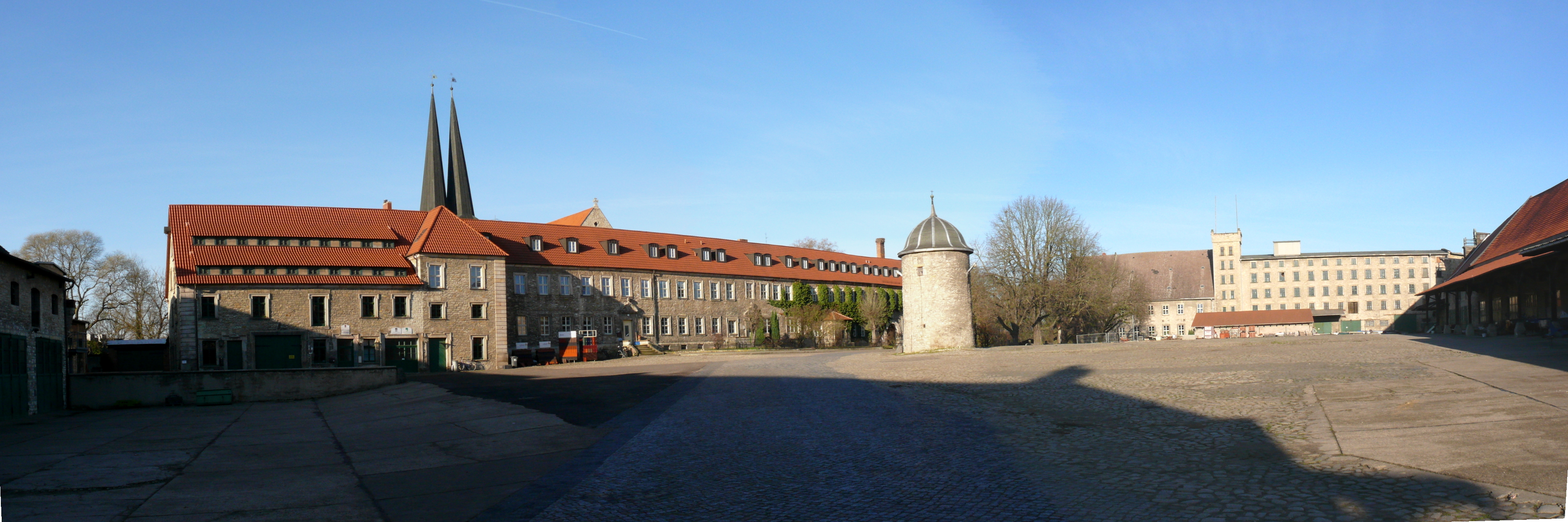
Klasztor